# Geologia della zona dei canyon di Zion e di Kolob

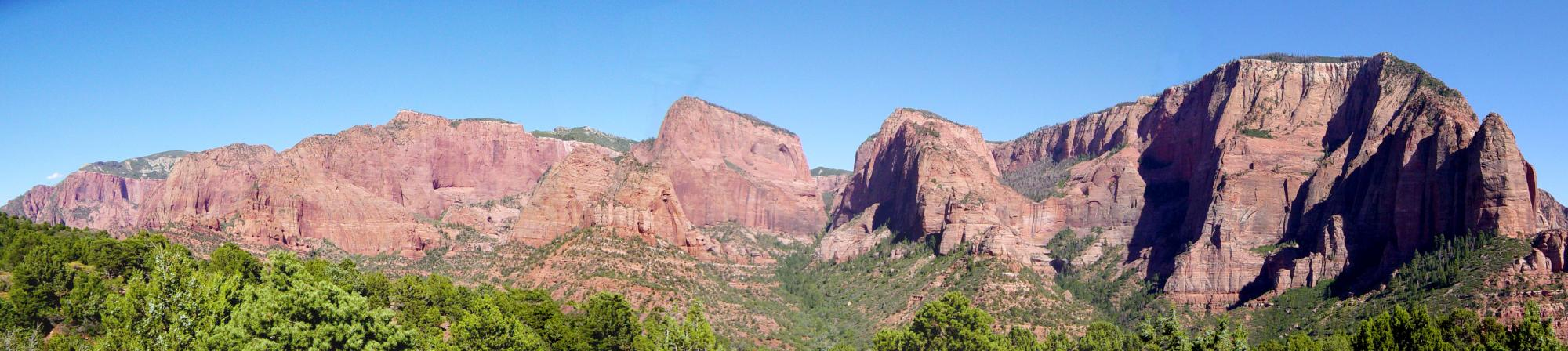
I canyon di Kolob dalla fine della strada omonima. L'erosione dei ruscelli ha inciso l'Altopiano di Kolob formando i canyon che mettono a nudo il colore rosso-arancio dell'Arenaria Navajo e di altre formazioni.

La geologia della zona dei canyon di Zion e di Kolob include nove formazioni note esposte, tutte visibili nel Parco nazionale di Zion nello stato dello Utah, negli Stati Uniti d'America. Insieme, queste formazioni rappresentano circa 150 milioni di anni di sedimentazione, per la maggior parte dell'età del Mesozoico, in quella parte del Nord America. Parte di una supersequenza di unità rocciose chiamata Grand Staircase ("Grande Scalinata"), le formazioni esposte nella zona di Zion e di Kolob furono depositate in vari ambienti diversi, che vanno dai caldi mari poco profondi delle formazioni di Kaibab e di Moenkopi, dai ruscelli e i laghi delle formazioni di Chinle, di Moenave e di Kayenta, ai grandi deserti delle formazioni di Navajo e di Temple Cap e agli ambienti asciutti vicino alla costa della Formazione di Carmel.
Il successivo sollevamento dell'Altopiano del Colorado innalzò lentamente queste formazioni molto più in alto di dove erano depositate. Questo rese più ripido il gradiente dei fiumi ancestrali e degli altri corsi d'acqua sull'altopiano. I ruscelli con il moto più veloce approfittarono delle giunture nelle rocce create dal sollevamento per eliminare tutte le formazioni di età cenozoica e scavare gole nell'altopiano. Il Canyon di Zion fu scavato dal ramo settentrionale (North Fork) del Virgin River in questo modo. Flussi di lava e coni di scorie coprivano parti della zona durante la fase posteriore di questo processo.
Il Parco nazionale di Zion include un elevato altopiano che consiste di formazioni sedimentarie che si immergono molto dolcemente a est. Questo significa che gli strati più antichi sono esposti lungo il Virgin River nella parte del Canyon di Zion all'interno del parco, e quelli più giovani sono esposti nella sezione dei Canyon di Kolob. L'altopiano è delimitato ad est dalla zona di faglia di Sevier, e ad ovest dalla zona di faglia di Hurricane. I fenomeni meteorici ed erosivi lungo le faglie e le fatture orientate verso nord influenzano la formazione delle caratteristiche del paesaggio in questa regione, come i canyon.

Questa sezione trasversale geologica mostra la stratificazione delle formazioni menzionate sotto.

## Grand Staircase e rocce del basamento
La Grand Staircase è un'immensa sequenza di strati di rocce sedimentarie che si estende verso sud dal Parco nazionale del Bryce Canyon attraverso il Parco nazionale di Zion e fino al Grand Canyon. All'interno di questa sequenza, la più antica formazione esposta nella zona dei canyon di Zion e di Kolob è la più giovane formazione esposta del Grand Canyon—il Calcare di Kaibab (Kaibab Limestone). Il Bryce Canyon a nordest continua dove finiscono le zone di Zion e di Kolob presentando rocce di età cenozoica. Infatti, la formazione più giovane visibile nella zona di Zion e di Kolob è la più antica formazione esposta del Bryce Canyon—l'Arenaria del Dakota (Dakota Sandstone).
Nel periodo permiano, la zona di Zion e di Kolob era un bacino relativamente piatto vicino al livello del mare sul margine occidentale del supercontinente Pangea. I sedimenti dei monti circostanti aggiunsero peso al bacino, mantenendolo relativamente alla stessa altezza. Questi sedimenti in seguito si litificarono (divennero roccia) per formare a Formazione di Toroweap, ora esposta nel Grand Canyon a sud, ma non nella zona di Zion e di Kolob. Questa formazione non è esposta nel parco, benché formi il suo basamento roccioso.

## Deposizione dei sedimenti

### Calcare di Kaibab (Permiano Superiore)
Nel tardo periodo permiano, il Bacino di Toroweap fu invaso dal bordo calmo, poco profondo del vasto oceano Panthalassa in quello che i geologi locali chiamano il Mare di Kaibab. A quel tempo, lo Utah e il Wyoming erano vicini all'equatore sul margine occidentale del supercontinente Pangea.

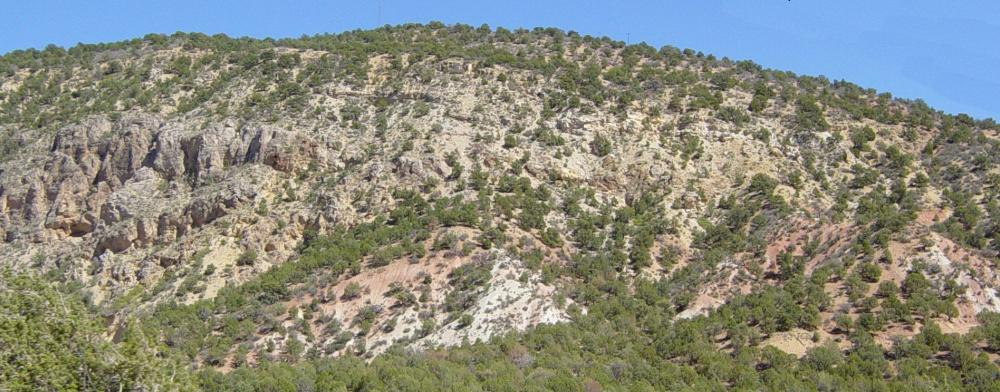
Hurricane Cliffs e Formazione di Kaibab

A partire da 260 milioni di anni fa, il calcare grigio-giallastro del Calcare di Kaibab, ricco di fossili, fu deposto come una fanghiglia calcarea in un clima tropicale. Durante questo tempo, le spugne, come l'Actinocoelia meandrina, proliferarono, solo per essere sepolti nel fango calcareo e i loro aculei interni di silice (spicole) dissolti e ricristallizzati per formare strati discontinui di selce di colore chiaro. Nel parco, questa formazione si può trovare nelle Hurricane Cliffs sopra il Centro visitatori dei canyon di Kolob e nella scarpata lungo l'Interstatale 15 mentre rasenta il parco. Questa è la stessa formazione che borda il Grand Canyon a sud.
Ancora più ad ovest, un complesso assemblaggio di archi insulari si formò sopra una zona di subduzione. Ad est, nel Colorado occidentale, una catena montuosa simile all'odierna Himalaya chiamata Monti Uncompahgre segnava il confine con le terre basse dello Utah. Le interferenze del Kaibab con l'Arenaria di White Rim, ora esposta nella zona del Parco nazionale di Capitol Reef, a est, suggeriscono che la facies marina del Kaibab sia migrata verso est in risposta a una salita relativa del livello del mare, o trasgressione (il White Rim non è esposto nella zona di Zion). Il mare si mosse avanti e indietro attraverso lo Utah, ma verso il Medio Permiano il mare si era ritirato e l'Arenaria di Kaibab era esposta all'erosione, creando una topografia carsica e canali che raggiungono i 30 m di profondità.

### Formazione di Moenkopi (Triassico Inferiore)

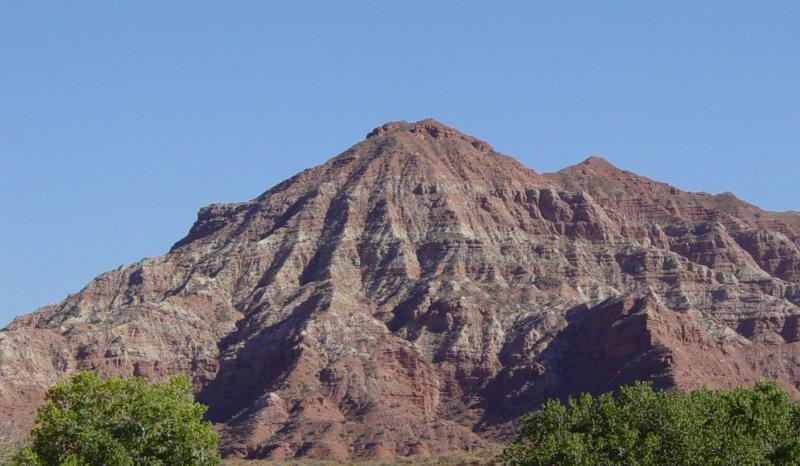
Formazione di Moenkopi

I vulcani continuarono a eruttare per tutto il Triassico Iniziale sull'arco insulare a ovest, orientato nord-sud, che era localizzato lungo quello che è ora il confine tra la California e il Nevada. L'acqua marina, poco profonda, si allungava dallo Utah orientale al Nevada orientale su una piattaforma continentale smussata. Quando il mare si ritirò intorno a 230 milioni di anni fa, si svilupparono ambienti fluviali, distese di fango, sabkhah e ambienti marini poco profondi, depositando gesso (dalle evaporiti lagunari), fanghi induriti, calcari, arenarie, scisti e siltiti.
Occorsero molte migliaia di sottili strati di questi sedimenti per creare la Formazione di Moenkopi, spessa 550 m. Una linea di costa progradante depositò sedimenti deltizi fangosi che si mescolarono con molti depositi marini calcarei. Le piante e gli animali fossilizzati del Moenkopi sono prova di un mutamento climatico in un ambiente caldo tropicale che può aver subito condizioni monsoniche, secco-umide.
Il Conglomerato del Red Canyon, il membro basale del Moenkopi, riempie i vasti paleocanali che scorrono verso est scavati nell'Arenaria di Kaibab. Alcuni di questi canali sono profondi fino a parecchi metri e possono raggiungere 61 m di profondità nella zona di St. George. Un suolo sottile, scarsamente sviluppato, o regolith, si formò sulle zone alte paleotopografiche tra i canali.
Quello deposizionale era un ambiente sottocosta dove la costa marina si alternava tra avanzamento (trasgressione) e ritiro (regressione). A Zion, i calcari e i fossili dei membri della Formazione di Moenkopi di Timpoweap, del Calcare di Virgin (Virgin Limestone) e di Shnabkaib documentano episodi trasgressivi. Diversamente dai membri di Timpoweap e del Calcare di Virgin, lo Shnabkaib contiene abbondante gesso e fango indurito intercalato che deriva dalla deposizione in un ambiente marino ristretto con complesse fluttuazioni della tavola d'acqua. Strati regressivi, di red bed separano gli strati trasgressivi. Ripple marks, crepe di fango e una stratificazione a lamine sottili suggeriscono che queste unità interposte di scisto e siltite rossi furono depositate in ambienti di piane tidali e di pianure costiere.
Affioramenti di questa formazione a strisce rosse, marroni e rosa dai colori vivaci si possono vedere nella sezione del parco con i canyon di Kolob e nelle collinette (buttes) sui due lati della Strada Statale 9 tra Rockville (Utah) a sud e Virgin (Utah) a sudovest dei confini del parco. Strati progressivamente più alti sono esposti finché non si raggiunge la cima della formazione all'imboccatura del Canyon di Parunweap (quando si viaggia verso il parco sulla Strada 9).

### Formazione di Chinle (Triassico Superiore)
In seguito, il sollevamento espose la Formazione di Moenkopi all'erosione e lo Utah divenne parte di un grande bacino interno drenato nel Triassico Superiore dai fiumi che scorrevano verso nord e nordovest. La deposizione in fiumi poco profondi insieme alla cenere vulcanica diede origine infine alla Formazione di Chinle, ricca di minerali. La zona di contatto irregolare, o discordanza, tra il Chinle e il sottostante Moenkopi si può vedere tra Rockville e Grafton nello Utah sudoccidentale.

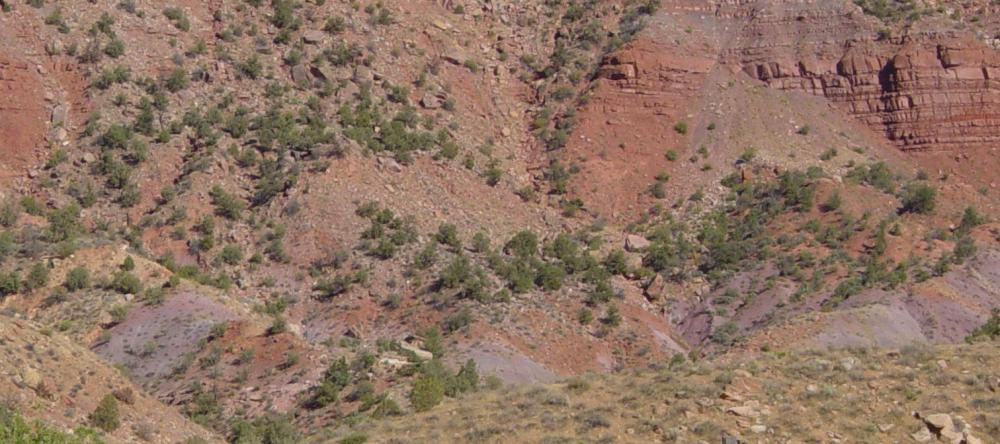
Formazione di Chinle

Foreste fossili e fossili di animali adattati agli ambienti palustri, come fitosauri, dipnoi e bivalvi lacustri, sono stati trovati in questa formazione, come anche conifere, cicadofite, felci e code di cavallo. Sono stati trovati anche minerali grezzi di uranio relativamente abbondanti, come la carnotite e altri minerali contenenti uranio. Il Chinle di colore porpora, rosa, blu, bianco, giallo e rosso contiene anche scisto, gesso, calcare, arenaria e quarzo. Ferro, ossidi di manganese e solfuro di rame si trovano spesso che riempiono gli spazi tra i ciottoli. Pendii violacei composti dal Chinle si possono vedere sopra la città di Rockville.
La sabbia, la ghiaia e le foreste fossili che costituivano questi depositi furono in seguito fortemente cementati dalla silice disciolta (probabilmente proveniente dalla cenere vulcanica dell'ovest) nell'acqua sotterranea. Gran parte della colorazione brillante del Chinle è dovuta alla formazione del suolo durante il Tardo Triassico. Il membro più basso del Chinle, lo Shinarump, consiste di un conglomerato bianco, grigio e marrone fatto di arenaria grossolana e di sottili lenti di fango indurito sabbioso, insieme ad abbondanti foreste fossili. Lo Shinarump fu deposto in corsi d'acqua intrecciati che scorrevano attraverso valli erose nella sottostante Formazione di Moenkopi. Questo membro del Chinle forma dirupi sporgenti con uno spessore fino a 60 m, e il suo nome viene da una parola nativa americana che significa "groppa del lupo" (un riferimento al modo in cui questo membro viene eroso in colline grigie e arrotondate).
Una successione di fango indurito e arenaria ricchi di ceneri vulcaniche con uno spessore di 110 m costituiscono il Membro di Petrified Forest del Chinle, che fu depositato da laghi, da fiumi altamente sinuosi e sulle pianure alluvionali circostanti. Questa è la stessa parte brillante, multicolore del Chinle che è esposta nel Parco nazionale di Petrified Forest e nel Deserto Dipinto. Le foreste fossili sono, naturalmente, comuni anche in questo membro.

### Formazioni di Moenave e di Kayenta (Giurassico Inferiore)
Il sollevamento del primo Giurassico creò una discordanza sopra la Formazione di Chinle che rappresenta circa dieci milioni di anni di sedimentazione mancante tra di esso e la formazione successiva, il Moenave. Periodiche incursioni di mari poco profondi da nord durante il Giurassico inondarono parti del Wyoming, del Montana, e una depressione orientata a nordest-sudovest sul confine Utah/Idaho. Il Moenave fu depositato in una varietà di ambienti di fiume, di lago e di piana alluvionale.

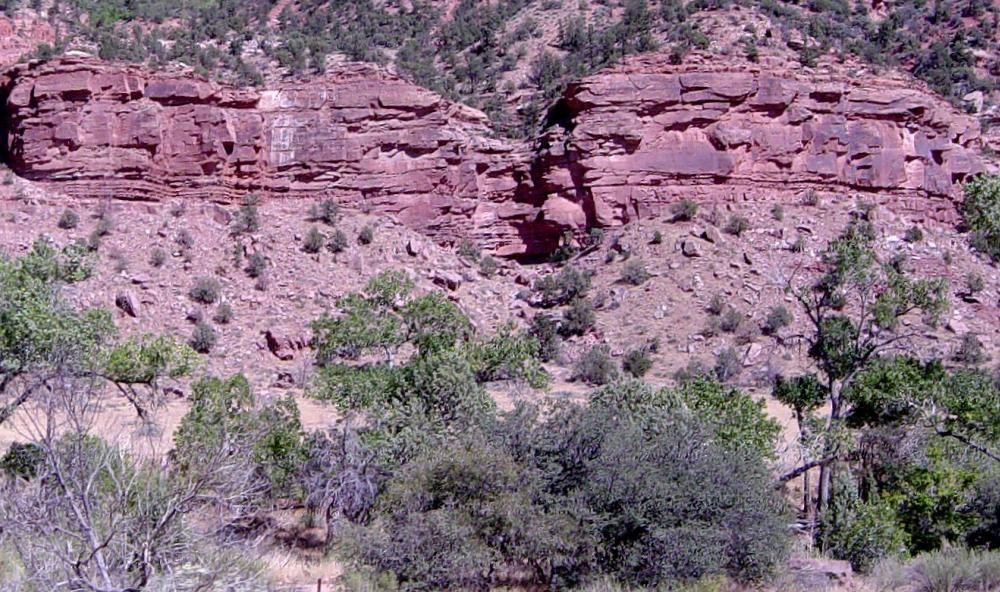
Formazione di Moenave

Gli strati più antichi di questa formazione appartengono al Membro di Dinosaur Canyon, uno strato di roccia rossastra, che forma un pendio con sottili strati di siltite che sono intercalati di fango indurito e arenaria fine. Il Dinosaur Canyon, con uno spessore locale da 43 a 114 m, fu deposto probabilmente in corsi d'acqua a lento scorrimento, stagni e grandi laghi. Le prove di questo sono nella stratificazione incrociata dei sedimenti e nei grandi numeri di pesci fossili.
Il membro superiore del Moenave è la pallida Arenaria di Springdale rossiccio-marrone, con uno spessore da 23 a 46 m e che forma il dirupo. Fu depositato in corsi d'acqua più veloci,, più grandi e più voluminosi del più vecchio Membro di Dinosaur Canyon. Fossili di grandi pesci d'acqua dolce simili allo storione sono stati trovati negli strati dell'Arenaria di Springdale. Il membro successivo della Formazione di Moenave Whitmore Point, a strati sottili, che è fatto di fango indurito e scisto. I dirupi rossi più bassi visibili dal Museo di storia naturale di Zion (fino al 2000 il Centro visitatori del Canyon di Zion) sono esempi accessibili di questa formazione.

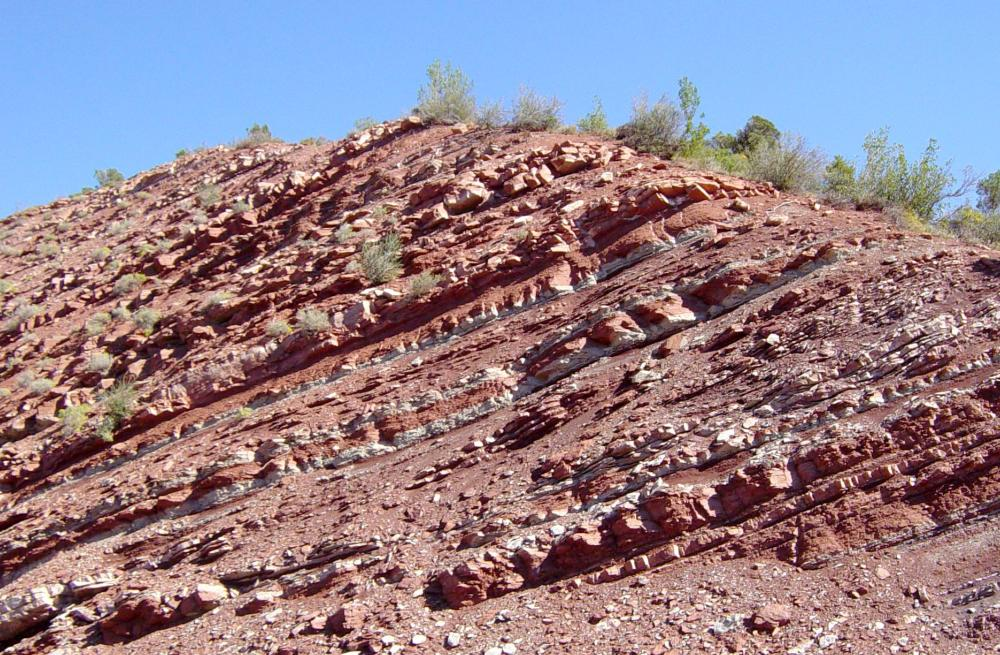
Formazione di Kayenta

Spesse da 61 a 183 m, la sabbia e la silt della Formazione di Kayenta furono deposte nel primo periodo giurassico in letti di corsi d'acqua intermittenti, dal movimento più lento, in un ambiente da semiarido a tropicale. L'arenaria, i conglomerati basali, le siltiti, i fanghi induriti intercalati e i sottili strati incrociati sono tipici depositi di canale e di pianura alluvionale che si trovano nel Kayenta. Gli studi sulle paleocorrenti mostrano che i fiumi del Kayenta scorrevano in una direzione generale da ovest verso sudovest.
Orme di dinosauro fossilizzate lasciate da sauropodi sono state trovate in questa formazione vicino al ramo sinistro del North Creek. Le montagne in Nevada e in California continuarono a innalzarsi nel Giurassico Inferiore, mentre i moti delle placche costringevano il Nord America verso nord. Alla fine, questo creò un'ombra pluviometrica e portò una diffusa desertificazione. Oggi il Kayenta è una formazione color rosso e malva piena di pendii rocciosi, che può essere vista attraverso il Canyon di Zion.

### Arenaria Navajo (dall'Inferiore al Medio Giurassico)

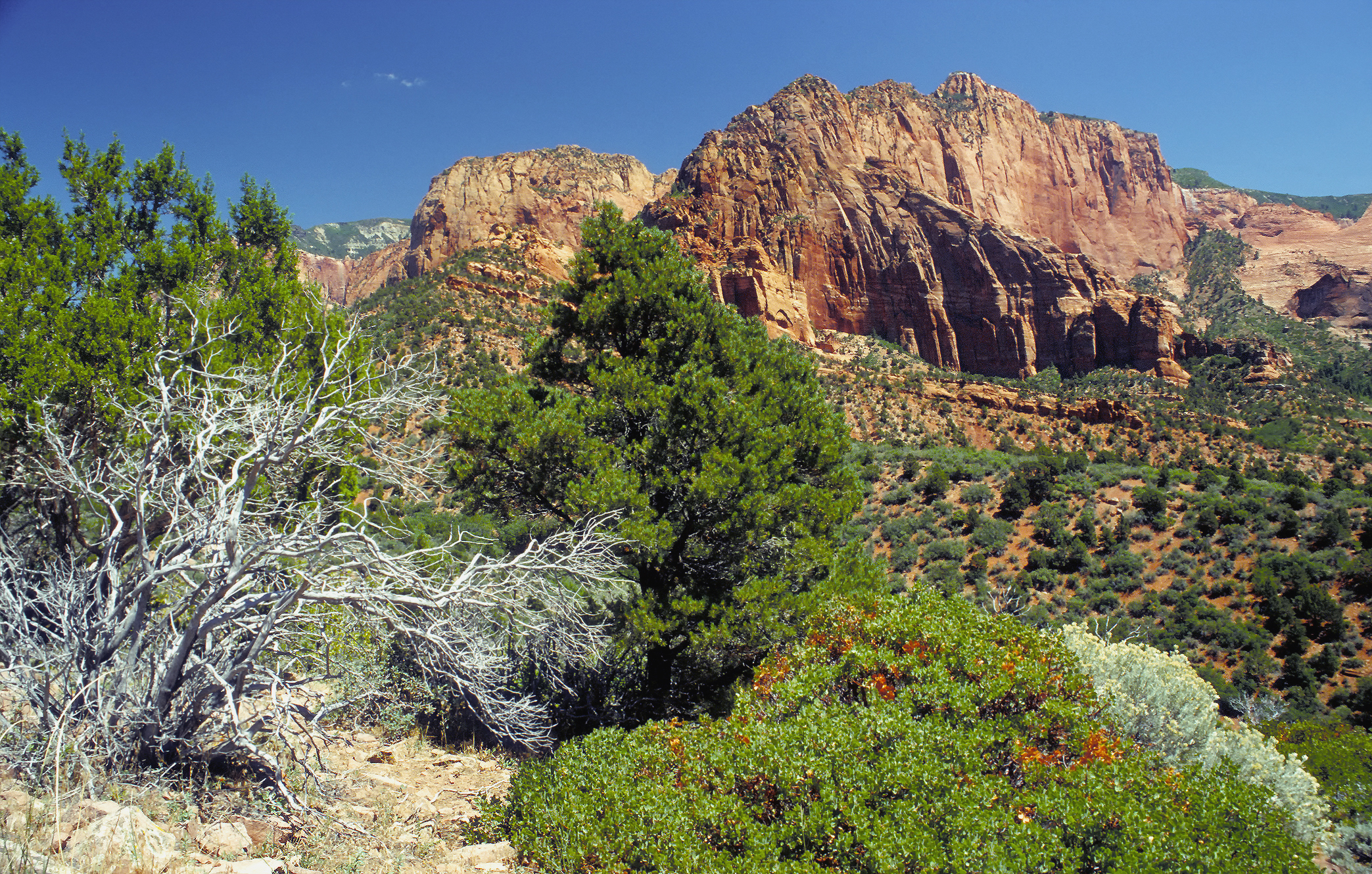
La Formazione Navajo di colore rossastro nei canyon di Kolob. A questa parte del Parco nazionale di Zion si accede mediante una strada del parco a circa 32 km a sud di Cedar City all'altezza dell'Interstatale 15.

Approssimativamente tra 190 e 136 milioni di anni fa nel Giurassico il clima della zona dell'Altopiano del Colorado divenne sempre più arido finché 388.000 km² del Nord America occidentale non diventarono un enorme deserto, non dissimile dal moderno Sahara. Per forse 10 milioni di anni intorno a 175 milioni di anni fa le dune di sabbia si accumularono, raggiungendo il loro maggior spessore nella zona del Canyon di Zion; a circa 670 m presso il Tempio di Sinawava (foto) nel Canyon di Zion.
La maggior parte della sabbia, fatta per il 98% di quarzo traslucido, a grani rotondi, fu trasportata dalle dune di sabbia costiere a ovest, in quello che è ora il Nevada centrale. Oggi l'Arenaria Navajo (Navajo Sandstone) è una formazione con dirupi e monoliti da marrone pallido a rosso, geograficamente molto estesa, con schemi molto ovvi di stratificazione incrociata delle dune di sabbia (foto). Tipicamente, la parte inferiore di questa formazione notevolmente omogenea è rossastra per l'ossido di ferro che percolò dalla sovrastante formazione, ricca di ferro, di Temple Cap, mentre la parte inferiore della formazione è di un colore che va dal marrone pallido al quasi bianco. L'altro componente della debole matrice cementizia è il carbonato di calcio, ma l'arenaria risultante è friabile (si sbriciola facilmente) ed è molto porosa. La stratificazione incrociata è evidente specialmente nella parte orientale del parco, dove le direzioni dei venti giurassici cambiavano spesso. L'aspetto ombreggiato della Checkerboard Mesa è un buon esempio (foto).
Sorgenti, come Weeping Rock (foto), si formano nelle pareti dei canyon fatti della porosa Arenaria Navajo quando l'acqua colpisce ed è incanalata dalla sottostante Formazione di Kayenta, non porosa. Il principale acquifero della regione è contenuto nell'Arenaria Navajo. La Navajo è la più importante formazione esposta nel Canyon di Zion, le cui esposizioni più alte sono West Temple e Checkerboard Mesa. I monoliti nei lati del Canyon di Zion sono tra i più alti dirupi di arenaria del mondo.

### Formazioni di Temple Cap e di Carmel (Medio Giurassico)

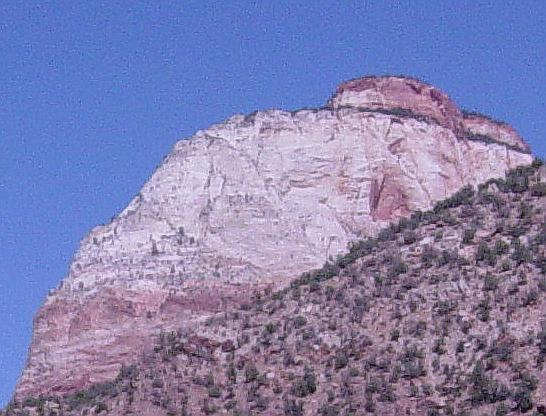
Formazione di Temple Cap in cima al monolite (detto anche tempio) dell'Arenaria Navajo.

Lo Utah e il Colorado occidentale furono deformati quando il tasso di subduzione al largo della costa occidentale aumentò nell'orogenesi di Sevier del Medio Giurassico. Allo stesso tempo, un mare interno cominciò a invadere il continente da nord. Ampie piane tidali e corsi d'acqua che portavano fango ricco di ossido di ferro si formarono sui margini del mare poco profondo a ovest, creando il membro di Sinawava della Formazione di Temple Cap. Arenarie, siltiti e calcari a fondo piatto riempirono le depressioni lasciate negli strati erosi sottostanti. I corsi d'acqua erosero l'Arenaria Navajo, scarsamente cementata, e l'acqua fece cadere la sabbia.
Le condizioni desertiche ritornarono brevemente, creando il membro di White Throne, ma i mari invadenti smussarono di nuovo la linea di costa, formando una discordanza regionale. Strati sottili di argilla e silt segnano la fine di questa formazione. I più importanti affioramenti di questa formazione costituiscono il coronamento di West Temple nel Canyon di Zion. La pioggia scioglie una parte dell'ossido di ferro e stria così di rosso i dirupi di Zion (la stria rossa vista sull'Altare del Sacrificio). L'ossido di ferro di Temple Cap è anche la fonte del colore rosso-arancione di gran parte della metà inferiore della Formazione Navajo.

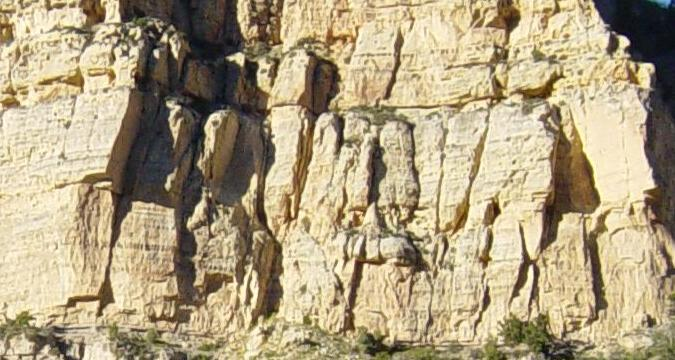
Formazione di Carmel

Un mare interno caldo, poco profondo iniziò ad avanzare nella regione (trasgredire) 150 milioni di anni fa, finendo l'opera di appiattimento delle dune di sabbia. Una fanghiglia calcareo con una parte di sabbia e di fossili furono deposti come strati sedimenti spessi da 0,30 a 1,22 m nel periodo dal Medio al Tardo Giurassico. Un po' di silt calcarea percolò giù nelle dune di sabbia sepolte (portando con sé ossidi rossi) e le cementò infine nell'arenaria della Formazione Navajo. La fanghiglia calcarea di cui sopra si sarebbe in seguito litificata nel duro e compatto calcare della Formazione di Carmel, spessa da 61 a 91 m.
Molti ambienti unici furono creati dal sistema di spinte migranti di Sevier, e i quattro membri della Formazione di Carmel nello Utah sudoccidentale catturano questi ambienti mutevoli. Sia gli ambienti marini aperti (crinoidi) che quelli marini ristretti (pelecipodi, gasteropodi) sono rappresentati nel membro di Co-op Creek. L'arenaria e il gesso nei membri di Crystal Creek e del fiume Paria segnalano un ritorno a condizioni desertiche in un ambiente costiero.
Gli affioramenti della Formazione di Carmel sono esposti soprattutto su Horse Ranch Mountain (foto) nella sezione del parco dei Canyon di Kolob Canyons e vicino a Mt. Carmel Junction ad est del parco. Altre formazioni con uno spessore totale di 850 m possono essere stati depositate nella regione durante il Tardo Giurassico e il Primo Cretaceo solo per essere sollevate e interamente rimosse dall'erosione.

### Arenaria Dakota (Cretaceo Inferiore)

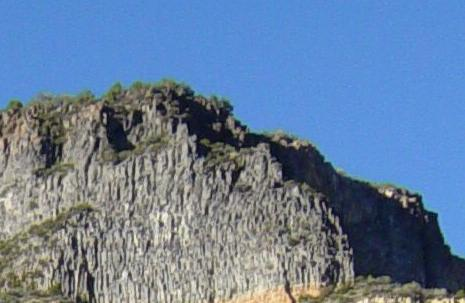
Arenaria Dakota

Durante il Cretaceo le montagne continuarono a innalzarsi nella cintura orogenica di Sevier ad ovest, mentre il Bacino Interno Occidentale, grosso modo orientato nord-sud, si espanse. Il rifting nel Golfo del Messico aiutò l'estremità meridionale del bacino a sprofondare, il che consentì all'acqua marina di avanzare verso nord. Allo stesso tempo, la linea costiera avanzò verso l'interno dalla regione artica. I mari avanzarono e si ritirarono molte volte durante il Cretaceo finché uno dei più estesi mari interni di tutti i tempi, chiamato Mare interno occidentale, sommerse gran parte del Nord America occidentale dal Golfo del Messico all'Oceano Artico. La linea costiera occidentale del mare interno era nelle vicinanze di Cedar City, mentre il margine orientale faceva parte della rampa della piattaforma bassa e stabile del Nebraska e del Kansas.
Il conglomerato di ciottoli piccoli e grandi e l'arenaria marrone rossiccia ricca di fossili dell'Arenaria Dakota, spessa 30 m, includono sedimenti di conoidi di deiezione e pianure alluvionali che digradano lateralmente nella piana costiera, nel marino marginale nei depositi marini. Un piccolo resto del Dakota è esposto in cima all'Horse Ranch Mountain, alta 2.672 m (foto). Questa è la più giovane formazione esposta nella zona di Zion, ma la più antica nel Bryce Canyon a nordest. La deposizione continuò, ma le formazioni risultanti furono in seguito sollevate e consumate dall'erosione. Le formazioni esposte nella zona del Bryce Canyon rappresentano probabilmente questi strati perduti.

## Attività tettonica ed erosione

### Forze regionali
La compressione diretta est-ovest proveniente dalla subduzione al largo della costa ovest colpì l'area nel tardo Mesozoico e nel primo Terziario piegando gli strati e creandovi sovrascorrimenti. Prove che l'orogenesi di Sevier faccia parte di questo periodo si possono vedere nell'area del Taylor Creek nella sezione del parco con Kolob. Grossi pezzi degli strati di Moenave sono stati compressi al punto da spingersi oltre la stessa formazione nella zona di faglia inversa del Taylor Creek, localizzata sul fianco est dell'anticlinale di Kanarra.
Le forze tensionali che formarono la provincia fisiografica di Basin and Range a ovest tra circa 20 e 25 milioni di anni fa nel periodo terziario crearono le due faglie che delimitano l'Altopiano di Markagunt (che sta sotto il parco): la Faglia di Sevier a est e la Faglia di Hurricane Fault a ovest. La zona di faglia di Hurricane è un'importante faglia normale attiva, ripidamente inclinata a ovest, che si allunga per almeno 250 km dal sud del Grand Canyon verso nord a Cedar City. Lungo il confine meridionale del parco, la dislocazione tettonica lungo questa faglia è di circa 1.098 m. Sull'altopiano si svilupparono anche parecchie altre faglie normali.
Il successivo sollevamento dell'Altopiano del Colorado e inclinazione dell'Altopiano di Markagunt cominciarono 13 milioni di anni fa. Questo rese più ripido il gradiente fluviale dell'ancestrale Virgin River (sezione del parco con il Canyon di Zion), e i torrenti Taylor e La Verkin (sezione del parco con i canyon di Kolob), facendoli scorrere ed erodere più velocemente dentro il sottostante Altopiano di Markagunt. L'erosione verticale continua ad essere particolarmente rapida dopo le piogge pesanti e il ruscellamento invernale quando l'acqua contiene grandi quantità di grani di sabbia sospesi e abrasivi. Il sollevamento e l'erosione verticale sono così veloci che si formarono "canyon a fessura" (formazioni molto strette scavate dai fiumi con pareti verticali), come gli Zion Narrows.

### Attività vulcanica
Il vulcanismo andesitico esplosivo dominò l'area ad ovest di Zion durante il periodo dell'Oligocene e del primo Miocene e probabilmente inondò la regione di decine di metri di tufo saldato che da allora si è consumato per l'erosione. Tre di questi strati di tufo sono preservati in cima al Brian Head Peak. Circa 21 milioni di anni fa si formò il laccolite della Pine Valley. Questo tipico laccolite a forma di fungo è una delle più grandi intrusioni di questo tipo al mondo. Le colate detritiche portarono i massi di questa intrusione sulla parte superiore dell'Altopiano di Kolob, indicando che le Hurricane Cliffs non avrebbero potuto essere presenti all'epoca.

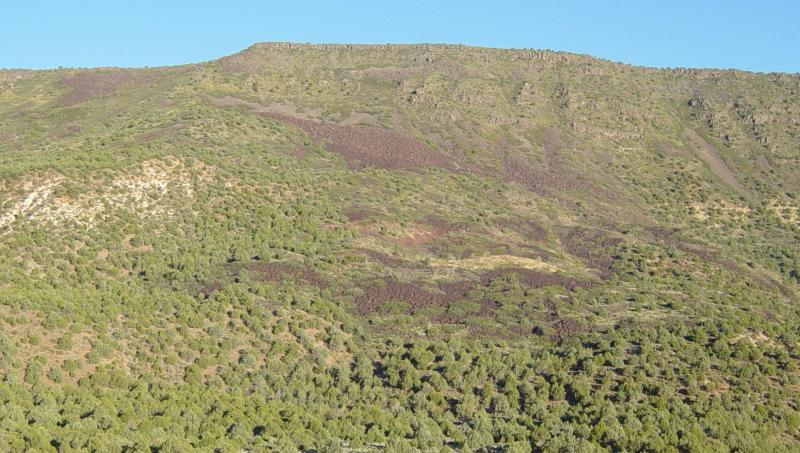
Colate basaltiche sulle Hurricane Cliffs

Poi da almeno 1,4 milioni a 250.000 anni fa nel periodo del Pleistocene la lava basaltica scorse in modo intermittente nell'area, avvantaggiandosi delle debolezze create dal sollevamento nella crosta terrestre. L'attività vulcanica era concentrata lungo la Faglia di Hurricane ad ovest del parco che oggi corre parallela all'Interstatale 15. Prove delle colate più antiche si possono vedere presso il Lava Point e le rocce provenienti da quello più giovane si trovano all'estremità inferiore della Cave Valley. Alcuni coni di scorie furono costruiti molto più tardi nell'angolo sudovest del parco.
Alcune di queste colate di lava bloccarono fiumi e torrenti, raccogliendo nel processo piccoli laghi e stagni effimeri. Circa 100.000 anni fa, il basalto proveniente dal più grande cono di scorie del parco, Crater Hill, colò sull'area. La lava viaggiò verso sud nei Coalpits e negli Scoggins Washes a sud e si accumulò a una profondità di oltre 122 m) nella valle del Virgin River ancestrale, vicino all'odierna città fantasma di Grafton (Utah). L'acqua si raccolse dietro due blocchi, formando rispettivamente il Lago Coalpits e il Lago Grafton.
Il Lago Grafton era il più grande di almeno 14 laghi che si sono formati periodicamente nel parco (la maggior parte derivavano da frane; vedi sotto). Tredici colate di lava sono mappate dentro e vicino a Zion risalenti da 1,5 milioni a 100.000 anni fa. Colate più recenti di meno di 10.000 anni di età si verificarono a nord di Zion e ad est del Monumento nazionale di Cedar Breaks.

### Erosione e formazione dei canyon

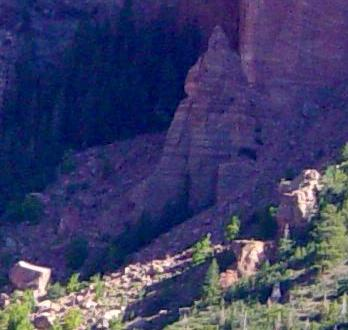
Detriti di frane rocciose nei canyon di Kolob

L'erosione verticale ad opera dei corsi d'acqua continuò insieme ai processi di formazione dei canyon come i movimenti di massa; le acque abrasive e ricche di sedimenti del livello alluvionale avrebbero minacciato le rupi finché le lastre verticali di roccia non si fossero staccate. Questo processo continua ad essere particolarmente efficiente nell'Arenaria Navajo con giunzione verticale.
Tutti i tipi di erosione si avvantaggiano delle debolezze preesistenti nella roccia, come il tipo di roccia, la quantità di litificazione e la presenza di crepe o giunzioni nella roccia. Le colate basaltiche si concentrarono nelle valli, ma la successiva erosione rimosse rocce sedimentarie che un tempo si trovavano a quote più elevate. Il rilievo inverso risultante consiste di creste coperte di basalto che sono separate da drenaggi adiacenti.
In tutto circa 1.800 m di sedimento furono rimossi dalla cima della formazione più giovane esposta nel parco (l'Arenaria Dakota risalente all'età del Tardo Cretaceo). Il fiume Virgin scavò 400 m di sedimento in circa 1 milione di anni. Si tratta di una velocità di erosione verticale molto alta, circa la stessa velocità che si verificò nel Grand Canyon durante il suo più rapido periodo di erosione. Circa 1 milione di anni fa, il Canyon di Zion era profondo solo la metà di com'è oggi nelle vicinanze di Zion Lodge. Assumendo che l'erosione fosse abbastanza costante durante i passati 2 milioni di anni, allora la parte superiore del Canyon di Zion fu scavata all'incirca tra 1 e 2 milioni di anni fa e solo la parte superiore del Great White Throne era esposta 1 milione di anni fa, mentre The Narrows ("Lo Stretto") doveva ancora formarsi.
L'erosione verticale e l'ampliamento dei canyon continuano ancora oggi via via che avanza il processo di erosione generale tentando di ridurre la topografia della zona al livello del mare. In 1998 un'improvvisa alluvione aumentò temporaneamente la velocità del flusso del Virgin River da 6 a 125 m³/s. I geologi stimano che il Virgin River possa scavare altri 300 m prima di perdere la capacità di trasportare sedimenti verso il fiume Colorado a sud. Tuttavia, il sollevamento aggiuntivo probabilmente aumenterà questo valore.

### Frane e terremoti

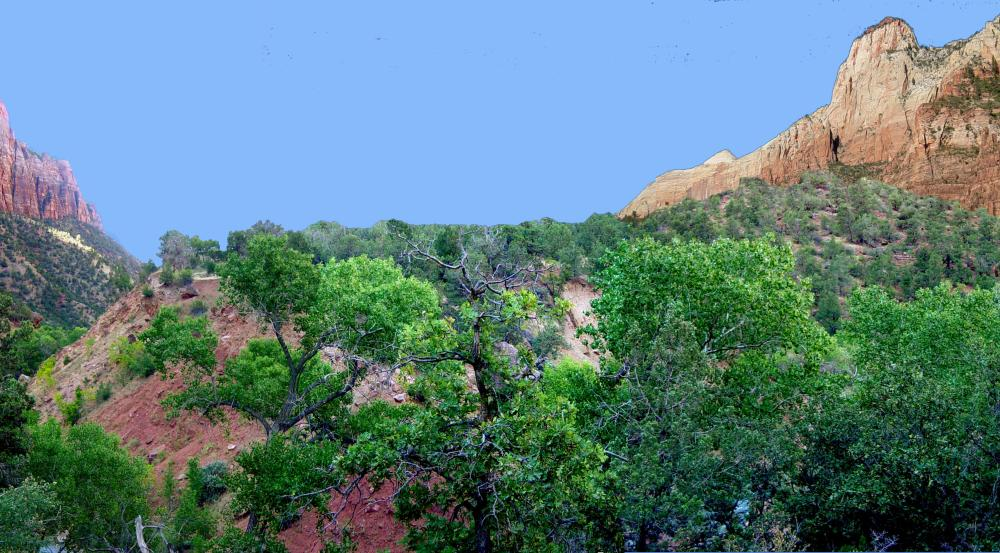
Frana di Sentinel (Sentinel Slide) nel Canyon di Zion

Le frane più di una volta ostruirono il Virgin River e crearono laghi dove si accumulò il sedimento. Ogni volta che il fiume alla fine rompeva la frana e drenava il lago, lasciando una valle a fondo piatto. Circa 7.000 anni fa, la parete relativamente sottile tra due giunture a distanza ravvicinata nell'Arenaria Navajo crollò. La risultante frana di Sand Bench bloccò il Canyon di Zion appena ad est del Sentinel, creando Il Lago Sentinel. Un'altra posizione notevole fu creata circa 4.000 anni fa quando la Frana di Sentinel (Sentinel Slide) rinchiuse il ramo settentrionale del Virgin River, creando un lago che si ritirò fino a Weeping Rock. L'attuale sito di Zion Lodge rimase sotto circa 60 m di'acqua per quasi 700 anni. Le prove dei fondi vallivi creati da questi laghi si possono vedere dalla strada panoramica di Zion Canyon Scenic Drive a sid di Zion Lodge vicino alla frana di Sentinel Slide. Recenti frane nel 1923, 1941 e 1995 hanno temporaneamente ostruito dal Virgin River. Anteriormente alla frana iniziale di Sand Bench, il Virgin River scorreva a una quota 21 m più in basso di oggi.
L'area è scossa periodicamente da terremoti da lievi a moderati, che spesso innescano frane. Ad esempio, il 2 settembre 1992 un terremoto di magnitudine 5,8 fece scivolare 14 milioni di metri cubici per la maggior parte della Formazione Moenave lungo il pendio in cima alla debole roccia argillosa del membro della Foresta Pietrificata della Formazione di Chinle. Il sisma era incentrato sulla Faglia di Washington, circa 48 km a sudovest. Tre case e tre serbatoi d'acqua furono distrutti quando la frana sulla quale erano costruiti scese per 30 m e si estese lateralmente per una distanza simile durante un periodo di varie ore. La frana è visibile appena fuori dall'entrata del parco a Springdale (Utah).

### Annotazioni
1. ↑  Corrispondente a una velocità di erosione di circa 40 cm ogni 1.000 anni (Biek et al. 2003, p. 126)

### Fonti
1. ↑  Harris 1997, p. 34.
2. 1 2  NPS
3. 1 2 3 4 5 6  NPS and ZNHA 2004
4. 1 2 3 4  Graham 2006, p. 28.
5. 1 2 3  Leach 2000, p. 16.
6. 1 2 3 4  Harris 1997, p. 35.
7. 1 2 3 4 5 6 7 8 9  GORP.
8. 1 2 3 4 5 6  Graham 2006, p. 29.
9. 1 2 3  Biek et al. 2003, p. 114.
10. 1 2 3  Biek et al. 2003, p. 115.
11. 1 2 3 4 5 6 7  Harris 1997, p. 38.
12. 1 2 3 4 5 6 7  Graham 2006, p. 30.
13. 1 2  Tufts 1998, p. 43.
14. ↑  Harris 1997, p. 33.
15. ↑  Graham 2006, p. 12.
16. 1 2 3  Harris 1997, p. 40.
17. 1 2 3 4 5 6 7  Graham 2006, p. 31.
18. 1 2 3  Harris 1997, p. 41.
19. ↑  Biek et al. 2003, p. 118.
20. 1 2  Graham 2006, Graham2006.
21. ↑  Biek et al. 2003, p. 119.
22. 1 2 3 4 5  Harris 1997, p. 42.
23. ↑  Biek et al. 2003, p. 121.
24. ↑  Graham 2006, p. 18.
25. ↑  Graham 2006, p. 10.
26. 1 2 3  Graham 2006, p. 32.
27. ↑  Biek et al. 2003, p. 126.
28. 1 2  Graham 2006, p. 17.
29. ↑  Harris 1997, p. 31.
30. ↑  Biek et al. 2003, p. 128.
31. ↑  Graham 2006, p. 9.